# 克拉韦索勒
克拉韦索勒（法語：Claveisolles，法語發音：[klavezɔl]）是法国罗讷省的一个市镇，属于索恩河畔自由城区。

## 地理
克拉韦索勒（46°6'0"N, 4°29'38"E）面积28.33 平方千米，位于法国奥弗涅-罗讷-阿尔卑斯大区罗讷省，该省份为法国中东部省份，北起顺时针与索恩-卢瓦尔省、安省、里昂大都会、伊泽尔省和卢瓦尔省接壤。
与克拉韦索勒接壤的市镇（或旧市镇、城区）包括：勒佩雷翁、普勒莱塞沙莫、圣迪迪耶叙博热、博若莱地区沃、阿泽尔格河畔拉米尔、马尔尚。

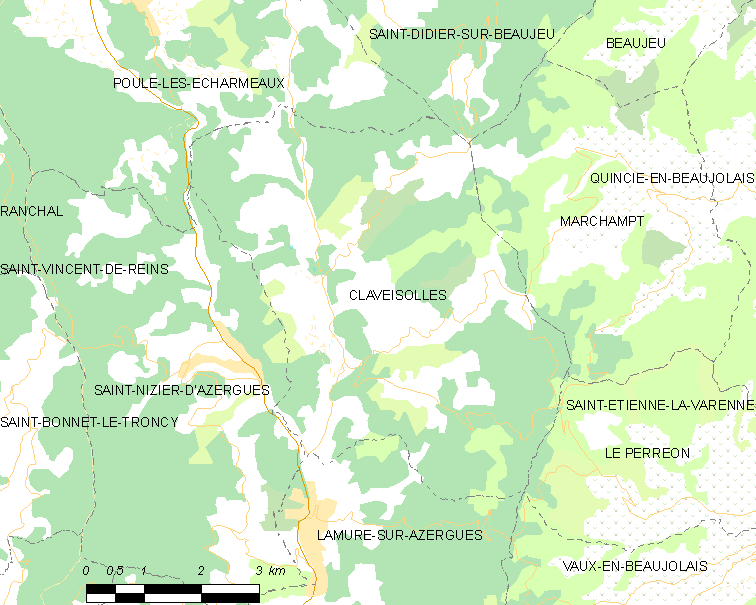
克拉韦索勒的OSM定位图

克拉韦索勒的时区为UTC+01:00、UTC+02:00（夏令时）。

## 行政
克拉韦索勒的邮政编码为69870，INSEE市镇编码为69060。

## 政治
克拉韦索勒所属的省级选区为蒂济莱布尔县。

## 人口

1962-2008年间克拉韦索勒人口变化图示

克拉韦索勒于2022年1月1日时的人口数量为557人。